# شیطان چهل‌ساله
شیطان چهل‌ساله (به هندی: Naughty @ 40) یا ببخشید لطفاً فیلمی محصول سال ۲۰۱۱ و به کارگردانی جاگ موندرا است. در این فیلم بازیگرانی همچون گوویندا، یوویکا چانداری، انوپم کهیر، گورپریت گوگی، شاکتی کاپور، اسمیتا جایکار، سانجای میشرا ایفای نقش کرده‌اند.
این فیلم بازسازی فیلم باکره چهل‌ساله است.